# Baby Got Back
Baby Got Back is een nummer van de Amerikaanse rapper Sir Mix-a-Lot. Hij schreef het nummer zelf en de productie deed hij samen met Rick Rubin. In mei 1992 werd het uitgebracht als tweede single van het derde studioalbum van de rapper, genaamd Mack Daddy.

## Achtergrond
Het nummer zorgde voor controverse nadat het was uitgekomen, vanwege de expliciete en seksuele tekst over vrouwen en hun achterwerk. Zo besloot MTV de videoclip van Baby Got Back te verbannen van de zender tot negen uur 's avonds. Volgens Sir Mix-a-Lot heeft die beslissing van de zender alleen maar geholpen voor de populariteit.
De rapper kwam op het idee om Baby Got Back te schrijven nadat hij een advertentie zag van het Amerikaanse biermerk Budweiser. Hierin zag hij vooral meisjes die er volgens hem 'eigenlijk als stopborden' uitzagen. Hij wilde een nummer schrijven over een andere schoonheid die volgens hem te weinig beschreven werd. "Ik wilde niet dat meisjes naar modebladen zouden kijken als voorbeeld. [...] Maak je geen zorgen om hen! Schatje, je bent prachtig, je bent fantastisch, je kunt doen wat je wilt. Laat hen maar. Het is dus per ongeluk een soort van empowering nummer geworden en elke regel van het nummer is met dat in gedachten geschreven."
Een sample van Baby Got Back werd in 2014 gebruikt door Nicki Minaj voor haar nummer Anaconda.

## Hitnoteringen en prijzen
Baby Got Back bereikte in eigen land de eerste plek van de Billboard Hot 100, waar het vijf weken stond. In totaal stond het nummer achtentwintig weken genoteerd. Ook in Nieuw-Zeeland en Australië haalde het een plek in de top tien. In de Nederlandse Top 40 stond het drie weken genoteerd, met een vijfendertigste plek als hoogste notering.
Het nummer werd voor de 35e Grammy Awards in 1993 genomineerd voor Best Rap Solo Performance. Deze prijs werd tijdens de uitreiking ook gewonnen.

### Nederlandse Top 40
| Positie: | 39 | 35 | 40 | uit |